# Preston Brockhurst
Preston Brockhurst – przysiółek w Anglii, w Shropshire, w dystrykcie (unitary authority) Shropshire. Leży 5,2 km na zachód od miasta Wem, 12,3 km od miasta Shrewsbury i 229,6 km na północny wschód od Londynu. W latach 1870–1872 osada liczyła 138 mieszkańców. Preston Brockhurst jest wspomniana w Domesday Book (1086) jako Preston(e).